# كأس مصر 1924–25
كأس مصر لكرة القدم 1924–25 ويعرف أيضًا بـكأس الأمير فاروق 1924–25 هو النسخة الرابعة من أعلى بطولة إقصائية مصرية وهي كأس مصر لكرة القدم. لعب النهائي بين ناديي الأهلي والاتحاد السكندري يوم 22 مارس 1925 وانتهى بالتعادل 1–1، واقتضت القواعد حينها أن تعاد المباراة مرة أخرى، وهو ما تم يوم 24 مارس 1925 وانتهت بفوز الأهلي بنتيجة 3–0، ليتوج الأهلي بذلك بثاني لقب له في هذه البطولة بعد لقبه الأول في الموسم السابق.

## النهائي
| 22 مارس 1925 النهائي                             | الأهلي     | 1–1   | الاتحاد السكندري |  |
|                                                  | علي العدوي | تقرير | السيد حودة       |  |
| ملاحظة: اقتضت القواعد إعادة المباراة لتحديد فائز |            |       |                  |  |

| 24 مارس 1925 إعادة النهائي | الأهلي                   | 3–0   | الاتحاد السكندري |  |
|                            | السيد أباظة · حسين حجازي | تقرير |                  |  |